# Кубок Ліхтенштейну з футболу 1981—1982
Кубок Ліхтенштейну з футболу 1981—1982 — 37-й розіграш кубкового футбольного турніру в Ліхтенштейні. Титул здобув Бальцерс.

## Перший раунд
| Команда 1   | Рахунок | Команда 2 |
| ----------- | ------- | --------- |
| Ешен-Маурен | 3–0     | Вадуц     |
| Трізенберг  | 1–4     | Руггелль  |
| Трізен      | 0–7     | Шан       |

Вільний від першого раунду Бальцерс.

## 1/2 фіналу
| Команда 1 | Рахунок | Команда 2   |
| --------- | ------- | ----------- |
| Шан       | 0–4     | Ешен-Маурен |
| Бальцерс  | 2–0     | Руггелль    |

## Фінал
| 20 травня 1982 |

| Бальцерс | 5–0 | Ешен-Маурен |
| -------- | --- | ----------- |
|          |     |             |

| Шан |